# Larbi Bouhali
Larbi Bouhali (en arabe : العربي بوهالي), né en 1912 à El Kantara (près de Biskra, Algérie), est un homme politique algérien, membre fondateur et secrétaire général du Parti communiste algérien en 1936.

## Biographie
Issu d'une famille paysanne, en 1934 il se rend à Moscou, pour recevoir pendant 9 mois, une formation politique . Larbi Bouhali participe à la fondation du congrès du Parti communiste algérien en 1936, et en 1939 il est nommé secrétaire du Secours populaire algérien, organisme voué à aider les victimes de la répression coloniale.
En 1940 Bouhali, avec d'autres dirigeants du Parti communiste, est  emprisonné et déporté au  camp de Djeniene Bourezg.  Au troisième congrès du parti, qui se tient en 1947, il est élu secrétaire général en remplacement de Amar Ouzegane.
Au début de la Guerre d'Algérie, il se réfugie en France, et le 13 septembre 1955, après l'interdiction du Parti communiste algérien, il s'installe en Tchécoslovaquie selon Henri Alleg dans son livre Souvenirs Algériens. En 1962 à l'indépendance de l'Algérie, il reste plusieurs mois en Allemagne de l'Est, et rentre  en Algérie, mais s'exile à nouveau (avec d'autres dirigeants communistes), quelques mois après le coup d’État de 1965.
Il devient membre de la direction centrale du  Mouvement démocratique et social. Larbi Bouhali a représenté les communistes algériens à différents événements internationaux, tels que le 10e anniversaire de la République populaire de Chine à Pékin en 1959 et à la réunion internationale de 1969 des partis communistes et ouvriers à Moscou.